# Bulharsko na Letních olympijských hrách 2016
Bulharsko na Letních olympijských hrách 2016.

## Medailisté
| Medaile | Jméno                                                                                       | Sport              | Disciplína            |
| ------- | ------------------------------------------------------------------------------------------- | ------------------ | --------------------- |
| Stříbro | Mirela Demirevová                                                                           | Atletika           | Ženy skok vysoký      |
| Bronz   | Elica Jankovová                                                                             | Zápas              | Ženy volný styl 48 kg |
| Bronz   | Reneta Kamberova Lyubomira Kazanova Mihaela Maevska Tsvetelina Naydenova Hristiana Todorova | Moderní gymnastika | Ženy společné skladby |